# 莫雷利冰川
莫雷利冰川（英語：Morelli Glacier），是南極洲的冰川，位於埃爾斯沃思地，處於魏特角東南面33公里，最終注入阿博特冰架，美國地質調查局根據測量和該國海軍的空中照片繪入地圖，現時由南極條約體系管理。